# Johannes Landenberger

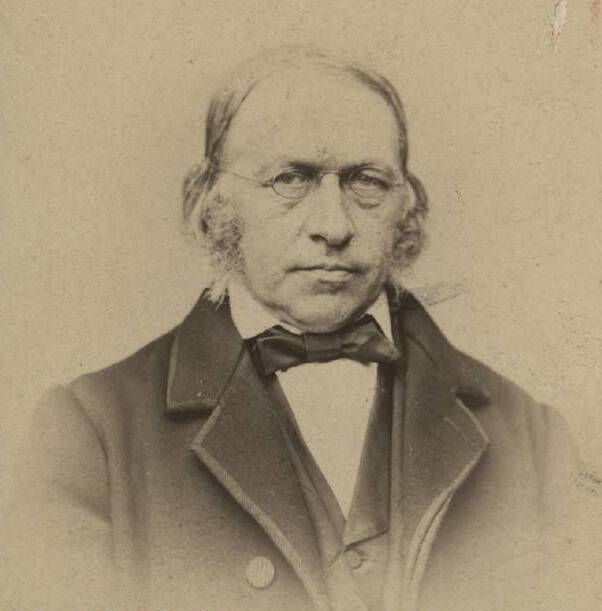
Johannes Landenberger

Johannes Landenberger (* 31. Mai 1818 in Ebingen; † 18. Februar 1880 in Grunbach) war ein deutscher Pädagoge und Mitbegründer der Heil- und Pflegeanstalt Stetten (heute Diakonie Stetten).

## Wirken
Johannes Landenberger wurde als ältester Sohn des gleichnamigen Färbermeisters Johannes Landenberger geboren. Für seine Ausbildung zum Lehrer wurde er zu einem älteren, erfahrenen Lehrer nach Schnait im Remstal geschickt. Bei einem Wettbewerb, den die oberste Schulbehörde, das Konsistorium, ausschrieb, erhielt Landenberger den ersten Preis. Das Preisgeld betrug fünf Goldgulden. 1840 trat er zunächst als „Unterlehrer“ in das soeben durch Stadtpfarrer Schauffler gegründete Rettungshaus „Augustenhilfe“ in Ebingen ein. Nach abgelegter zweiter Dienstprüfung wurde er dort erster Hausvater. Ab 1848 war Landenberger Lehrer in Bodelshausen. Ab 1851 arbeitete er mit Georg Friedrich Müller in der Heil- und Pflegeanstalt für kretine Kinder in Winterbach im Remstal eng zusammen. Johannes Landenberger hatte einen wesentlichen Anteil daran, dass der Stammsitz der Heil- und Pflegeanstalt 1864 von Winterbach nach Stetten im Remstal verlegt werden konnte und gilt deshalb als Mitbegründer der Anstalt in Stetten. Landenberger hatte sich nämlich im Jahr 1863 an das württembergische Königshaus gewandt, welches das Schloss Stetten zum Verkauf angeboten hatte. Er konnte König Wilhelm I. überzeugen und das Schloss zum erschwinglichen Preis von 49.000 Gulden kaufen, wobei ihm zudem Ratenzahlung ermöglicht wurde. Landenberger avancierte zu diesem Zeitpunkt vom Hausvater zum Inspektor der Anstalt (heute: Diakonie Stetten). Bis ins Jahr 1877 hat er als Pädagoge die fachliche Entwicklung der Einrichtung vorangetrieben. So brachte Landenberger 1872 in die Beschulung der Kinder klare Strukturen ein. Die Kinder wurden in „drei Schulen“ unterrichtet. Es gab eine „Schule für vorgerückte Kinder“ (Alter 9–17 Jahre), eine „Vorbereitungsschule“ (Alter 6–14 Jahre), sowie eine „Taubstummenschule“. Später wurden auch noch Kinder in die Anstalt aufgenommen und dort beschult, die an Epilepsie erkrankt waren.
Im Jahr 1836 trat im Königreich Württemberg ein neues Schulgesetz in Kraft, in dem die allgemeine Schulpflicht für „Kinder aller Staatsangehörigen“ festgelegt wurde. Mit diesem neuen Schulgesetz fand sich eine junge Gruppe von Theologen und Pädagogik zusammen, die einen Lehrerverein gründeten. Zu den ersten Vereinsmitgliedern gehörte, neben Christian Märklin, Maximilian Albert Landerer und Gustav Werner, auch Johannes Landenberger.
Im Jahr 1847 trat in Berlin die erste „Konferenz für Idioten-Heil-Pflege“ zusammen. Hier wurde eine Kommission gewählt, die statistisches Material sammeln sollte, um später die Frage, ob die Idiotie Geistesschwäche oder Geisteskrankheit, auf festerer Basis beantworten zu können. Landenberger wurde, nebst Heinrich Laehr, Karl Friedrich Kind (Direktor der Idiotenanstalt zu Langenhagen), Carl Christian Georg Barthold (Taubstummenlehrer in Stetten und späterer Direktor der Anstalt Hephata in Mönchengladbach) sowie Johann Basedow, dieser Kommission zugewählt.
Im Alter von 58 Jahren konnte Landenberger in einer großen Festversammlung sein 25-jährige Amtsjubiläum feiern. Johannes Landenberger erhielt an diesem Tag von König Karl die Goldene Verdienstmedaille verliehen.

## Sonstiges

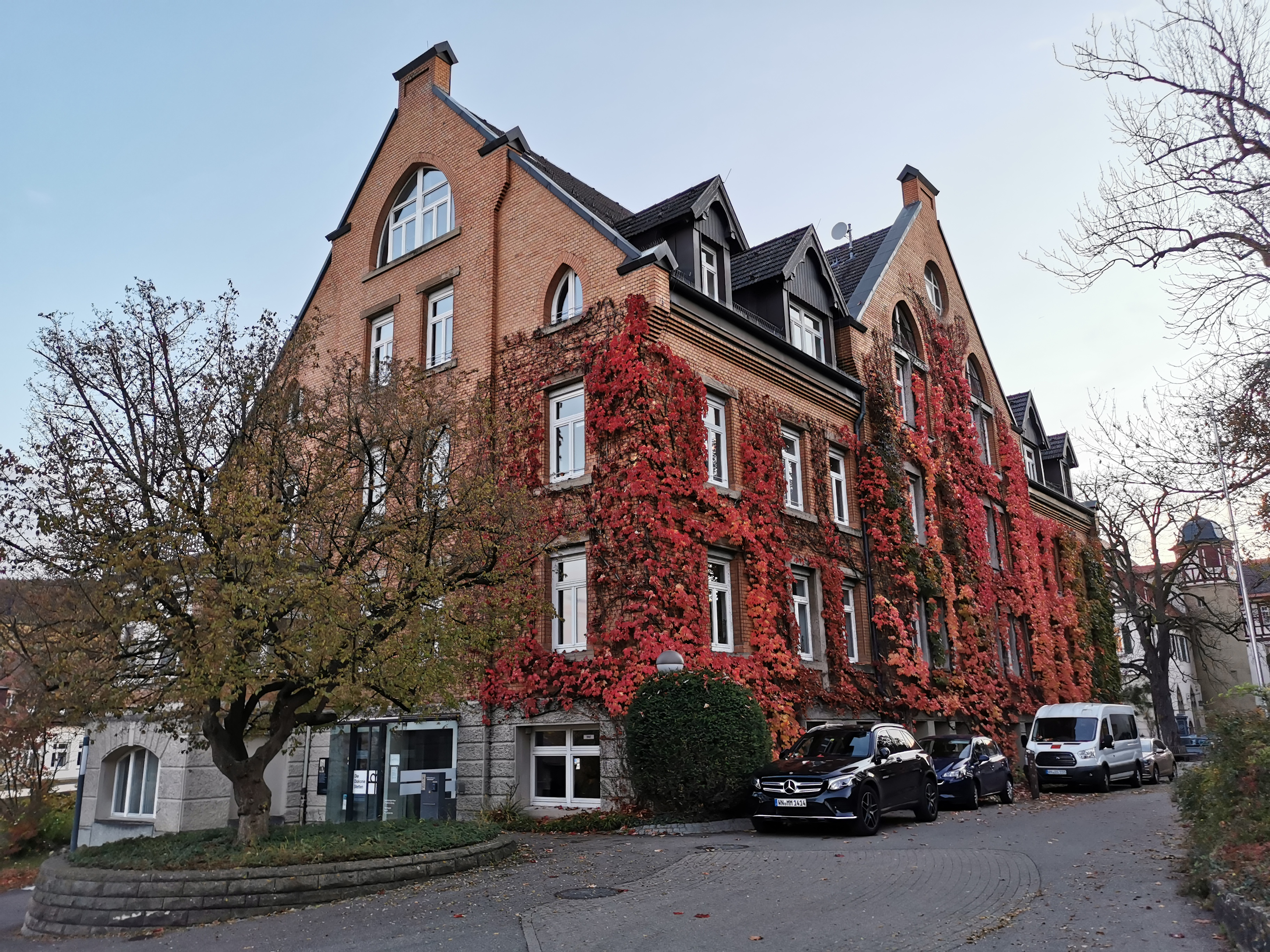
Landenbergerhaus

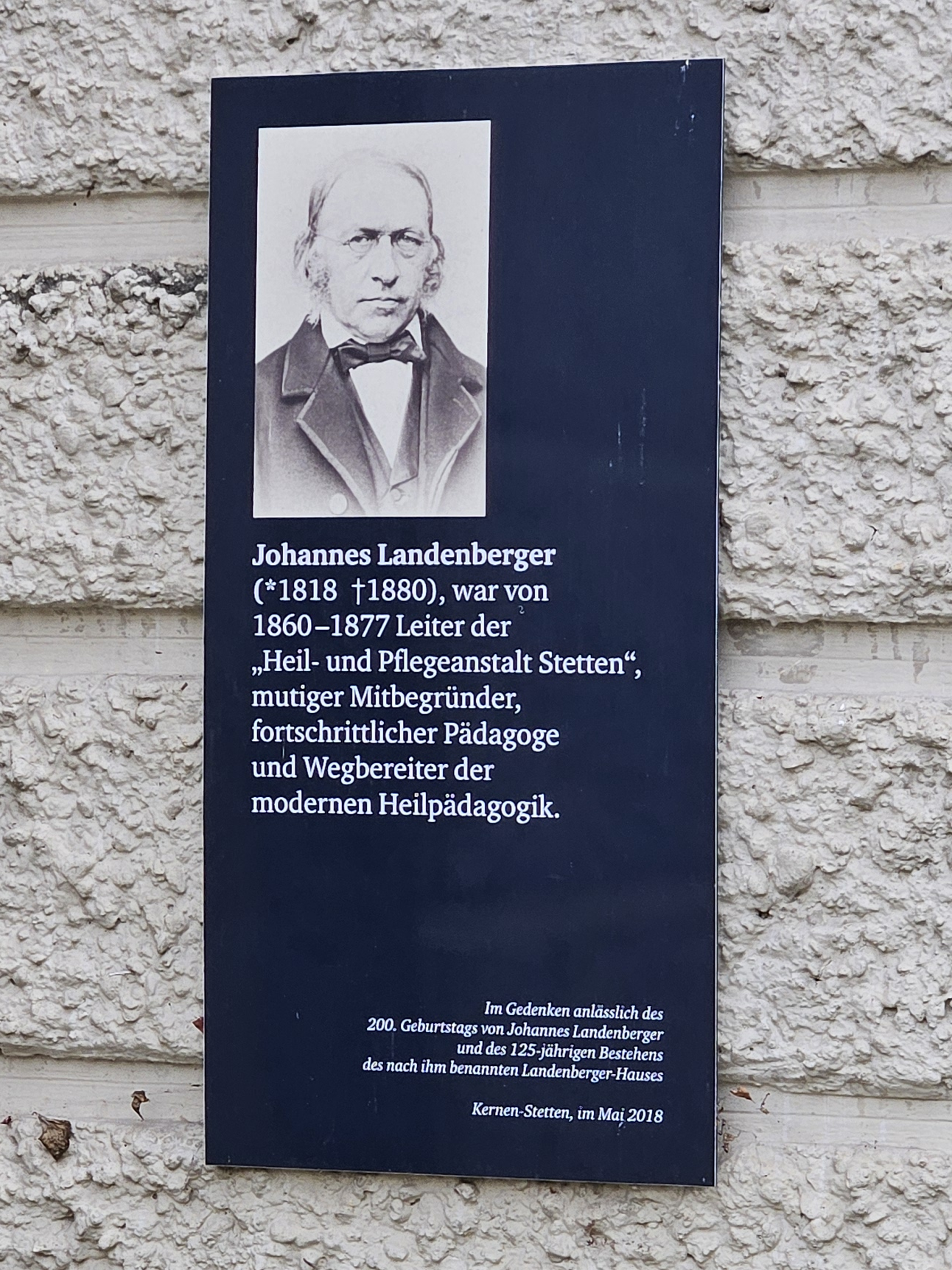
Johannes Landenberger Gedenktafel am Landenbergerhaus

Landenberger ist Schwager des Arztes und Gründers der Heil- und Pflegeanstalt Georg Friedrich Müller. Der damals vierundzwanzigjährige Landenberger ehelichte im Oktober 1842 Rosine Müller (* 8. Oktober 1817), eine der insgesamt sechs Schwestern Georg Friedrich Müllers. Die im Jahr 1843 geborene Tochter Rosine heiratete 1867 den Lehrer Johannes Unsöld, der erster Hausvater der Einrichtung Bethel in Bielefeld wurde. Die 1847 geborene Tochter Emma heiratete den Lehrer und Ökonomieverwalter Christian Friedrich Kölle, der 1886 zum Direktor der ersten schweizerischen Heilanstalt für Schwachsinnige und Epileptische auf der Rüti bei Zürich berufen wurde. Im Alter wurden sowohl Johannes Landenberger als auch Georg Friedrich Müller bei den Müller’schen Schwestern Regine Magdalene (1808–1895) und Caroline (1810–1891) in Grunbach gepflegt. Landenberger hatte vor dem Umzug nach Grunbach mehrere Schlaganfälle erlitten und war pflegebedürftig geworden. Landenbergers Beerdigung fand am 20. Februar 1880 statt. Die Grabrede hielt einer seiner Freunde, der Stadtpfarrer Franz Martin Kapff aus Großbottwar, früher Pfarrer in Winterbach. Landenberger hinterließ sechs Kinder: Rosine, Gotthold, Emma, Gottlieb, Elisabeth Sophie und Friederike Talitha.

## Auszeichnungen
Heute sind mehrere Schulen nach Landenberger benannt. Des Weiteren ist das Landenbergerhaus in der Diakonie Stetten neben dem Schloss Stetten nach ihm benannt.